# Bogurodzica

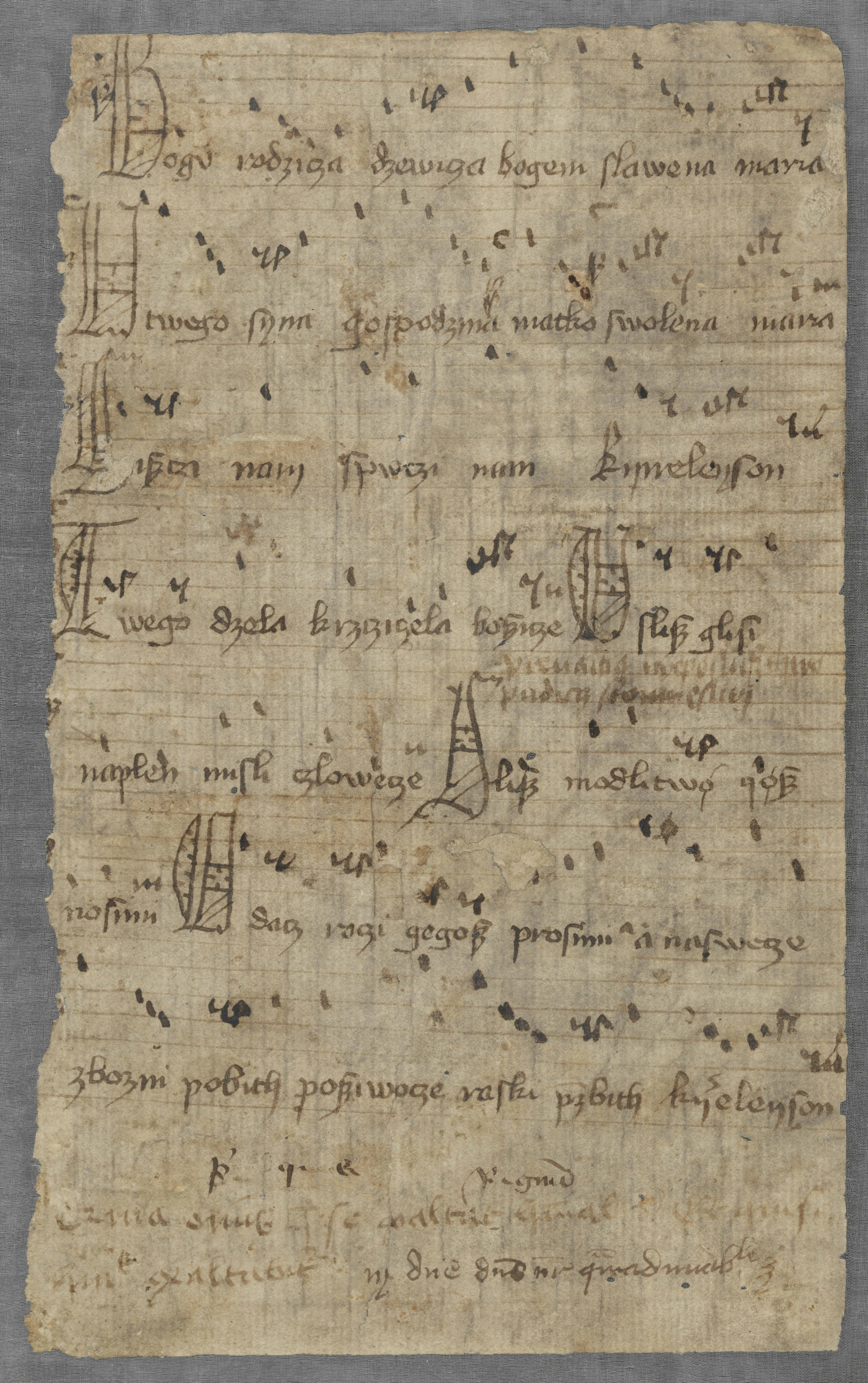
Bogurodzica, Text und Melodie, Handschrift 1407

Bogurodzica (deutsch Gottesgebärerin) ist das älteste religiöse Lied und der älteste poetische Text der polnischen Sprache (altpolnisch). Das Marienlied wurde vermutlich im 13. Jahrhundert von einem unbekannten Komponisten geschrieben. Erstmals schriftlich gefasst wurde das Werk 1407, 1408 sowie 1409. Die Bogurodzica war die Krönungshymne des polnischen Königs Władysław I. und das Kampflied der Polen bei den Schlachten von Tannenberg 1410 und Warna 1444.
Die erste Strophe ist an Maria, die zweite an Christus gerichtet.

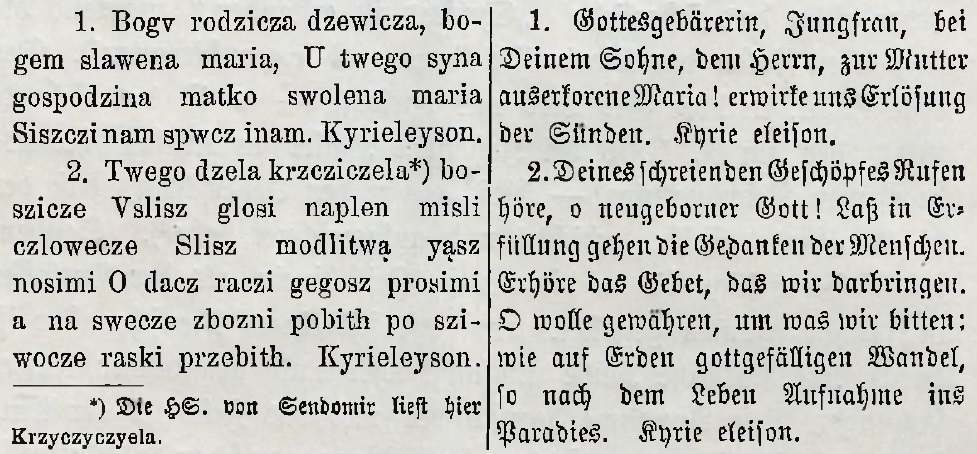
Transkription des Originaltextes und Übersetzung (Franz Hipler 1897)

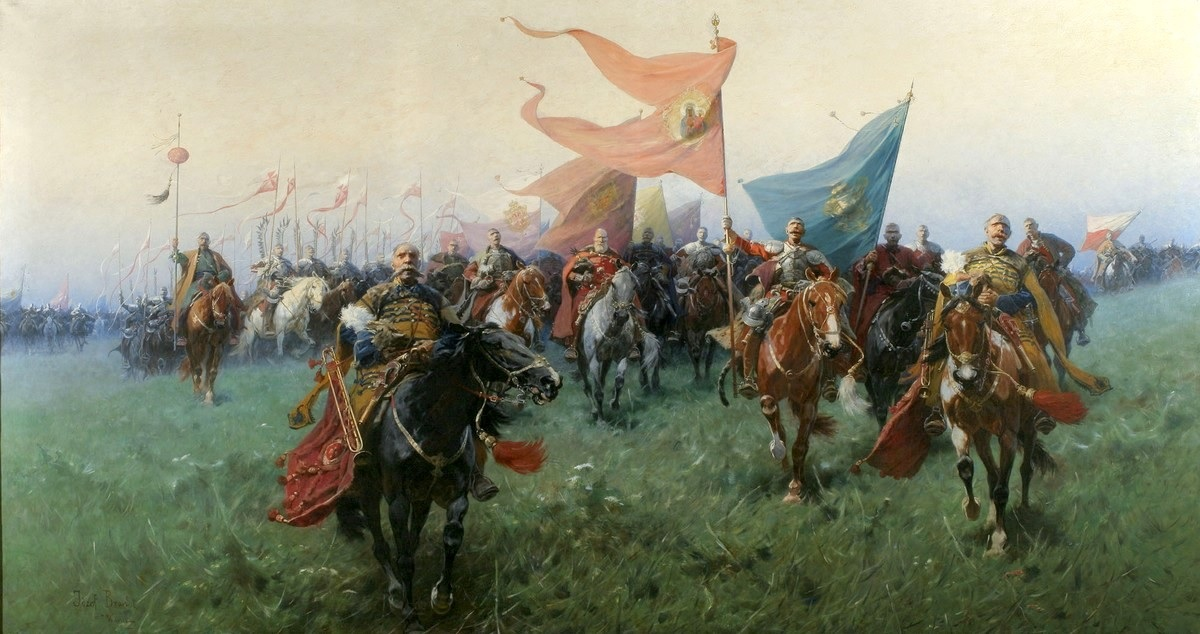
Vor der Schlacht bei Tannenberg (1410) stimmt das polnische Heer das Marienlied Bogurodzica an; Historiengemälde von Józef Brandt (1909).

1. Bogurodzica Dziewica,
Bogiem sławiena Maryja!
U Twego Syna Gospodzina,
Matko zwolena Maryja
Ziści nam, spuści nam, Kyrie elejson
2. Twego dziela Chrzciciela, Bożycze,
Usłysz głosy, napełń myśli człowiecze,
Słysz modlitwę, jąż nosimy,
A dać raczy, jegoż prosimy:
A na świecie zbożny pobyt,
Po żywocie rajski przebyt, Kyrie elejson